# Каменка (Архангельська область)
Каменка (рос. Каменка) — робітниче селище в Мезенському районі Архангельської області Російської Федерації.
Населення становить 1847 осіб. Органом місцевого самоврядування до 2021 року Каменське муніципальне утворення.

## Історія
Від 1937 року належить до Архангельської області.
Від 2004 року належить до муніципального утворення Каменське муніципальне утворення.

## Населення
| 1959  | 1970  | 1979  | 1989  | 2002  | 2009  | 2010  |
| ----- | ----- | ----- | ----- | ----- | ----- | ----- |
| 6020  | ↗6898 | ↘5817 | ↘5083 | ↘3387 | ↘3091 | ↘2582 |
| 2011  | 2012  | 2013  | 2014  | 2015  | 2016  | 2017  |
| ↘2571 | ↘2479 | ↘2381 | ↘2304 | ↘2212 | ↘2139 | ↘2067 |